# Suore domenicane della Nuova Zelanda
Le Suore Domenicane della Nuova Zelanda (in inglese Dominican Sisters of New Zealand; sigla O.P.) sono un istituto religioso femminile di diritto pontificio.

## Storia
In risposta alla richiesta di Patrick Moran, primo vescovo di Dunedin, un gruppo di dieci religiose guidato da Maria Gabriella Gill lasciò il monastero delle terziarie domenicane di Sion Hill a Blackrock, in Irlanda, e si stabilì in Nuova Zelanda, dove il 18 febbraio 1871 fu fondata una comunità.
Le domenicane si diffusero rapidamente nella diocesi di Dunedin e poi in quelle di Auckland e di Wellington.
Le dodici case di suore domenicane presenti in Nuova Zelanda si riunirono in una congregazione e furono approvate dalla Santa Sede come istituto indipendente il 25 marzo 1933.

## Attività e diffusione
Le suore si dedicano all'istruzione e all'educazione della gioventù.
La sede generalizia è a Dunedin.
Alla fine del 2015 l'istituto contava 44 religiose in 18 case.